# Angela Merkel
Angela Dorothea Merkel (tiếng Đức: [aŋˈɡeːla doʁoˈteːa ˈmɛʁkl̩] ⓘ; nhũ danh: Kasner; sinh ngày 17 tháng 7 năm 1954) là một nhà chính trị Đức, là Thủ tướng Đức từ năm 2005 đến năm 2021. Bà là Thủ tướng tại vị lâu thứ 2 sau Helmut Kohl tính từ thời chia cắt Đông-Tây và bà cũng là Thủ tướng tại nhiệm lâu nhất sau khi nước Đức được tái thống nhất. Trong cương vị chủ tịch Đảng Liên minh Dân chủ Kitô giáo (Christlich Demokratische Union Deutschlands - CDU), Merkel thành lập chính phủ liên hiệp với Đảng anh em, Liên minh Xã hội Kitô giáo Bayern (Christlich-Soziale Union in Bayern - CSU) và Đảng Dân chủ Xã hội Đức (Sozialdemokratische Partei Deutschlands - SPD), sau những cuộc đàm phán kéo dài hai tháng nối tiếp cuộc bầu cử liên bang năm 2005.
Merkel, trúng cử vào Quốc hội Đức từ bang Mecklenburg-Vorpommern, là chủ tịch Đảng CDU từ năm 2000, chủ tịch nhóm Đảng CDU-CSU tại quốc hội từ năm 2002 đến năm 2005. Bà là phụ nữ đầu tiên đảm nhận chức vụ Thủ tướng Đức, cũng là công dân đầu tiên của Cộng hoà Dân chủ Đức vươn đến vị trí lãnh đạo nước Đức thống nhất, và là phụ nữ đầu tiên lãnh đạo nước Đức kể từ khi xứ sở này trở thành một quốc gia hiện đại năm 1871. Tính đến năm 2006, bà còn là thủ tướng trẻ tuổi nhất kể từ sau Chiến tranh thế giới thứ hai.
Theo bình chọn của tạp chí Forbes năm 2006, Angela Merkel thế chỗ của Ngoại trưởng Hoa Kỳ Condoleezza Rice để đứng đầu danh sách 100 phụ nữ nhiều quyền lực nhất thế giới, và liên tục giữ vị trí này trong mười ba năm kế tiếp sau đó. Năm 2014, Merkel là nguyên thủ quốc gia tại nhiệm lâu nhất Liên minh Châu Âu. Năm 2015, bà được tạp chí Time bầu chọn là nhân vật của năm do vai trò lãnh đạo của bà trong cuộc khủng hoảng nợ công, khủng hoảng người nhập cư châu Âu cũng như cuộc khủng hoảng tại Ukraine. Tháng 10 năm 2018, bà thông báo sẽ thôi giữ chức chủ tịch Đảng CDU và sẽ không ra tranh cử nhiệm kỳ thứ năm trong cuộc bầu cử liên bang năm 2021.

## Xuất thân
Angela Dorothea Kasner sinh tại Hamburg, Tây Đức, là con gái của ông Horst Kasner, một mục sư Giáo hội Luther và vợ ông là bà Herlind (nhũ danh Jentzsch), là giáo viên. Năm 1954, Horst Kasner đến quản nhiệm một nhà thờ ở Quitzow, gần Perleberg, và gia đình dời đến ở Templin. Angela Dorothea Kasner lớn lên ở vùng quê chỉ 80 km phía bắc Berlin, thuộc lãnh thổ của Cộng hoà Dân chủ Đức.
Giống hầu hết học sinh khác, Angela Dorothea Kasner là đoàn viên Đoàn Thanh niên Tự do Đức. Về sau bà trở thành uỷ viên quận đoàn và bí thư chuyên trách dân vận và tuyên truyền tại Viện Hàn lâm Khoa học (viện nghiên cứu khoa học quan trọng nhất của Cộng hoà Dân chủ Đức, thành lập năm 1946, tiếp nối truyền thống 250 năm của Viện Hàn lâm Khoa học Phổ).
Bà Angela Dorothea Kasner trong một cuộc nói chuyện trên truyền hình ngày 19 tháng 5 năm 2009 kể rằng mật vụ Stasi của chính quyền Cộng sản Đông Đức từng muốn tuyển mộ bà khi bà xin việc trong Đại học Bách khoa Ilmenau nhưng bị Merkel từ chối hồi thập niên 70. Sau đó bà không được nhận vào làm việc ở trường đại học.
Angela Dorothea Kasner theo học vật lý tại Đại học Leipzig từ năm 1973 đến năm 1978.
Năm 1977, Angela Dorothea Kasner kết hôn với Ulrich Merkel một nhà vật lý, và lấy họ Merkel của ông này làm họ của mình. Tên mới của bà là Angela Dorothea Merkel.
Bà Merkel làm việc và nghiên cứu tại Viện Hóa Lý Trung ương thuộc Viện Hàn lâm Khoa học từ năm 1978 đến năm 1990. Sau khi tốt nghiệp với học vị tiến sĩ vật lý, Merkel làm việc trong lĩnh vực hoá lượng tử (quantum chemistry).
Thủ tướng Merkel từng muốn vượt biên sang phương Tây và có cơ hội khi thăm thân ở Hamburg (Tây Đức) năm 1986 nhưng cuối cùng vì cha mẹ ở Đông Đức và các mối ràng buộc gia đình, bạn bè, bà đã quyết định trở về. Merkel cũng nói rằng bà đã mở một lon bia uống mừng khi bức tường Berlin sụp đổ năm 1989.
Năm 1989, sau khi Bức tường Berlin sụp đổ, Merkel tham gia phong trào dân chủ, gia nhập Đảng Demokratischer Aufbruch mới thành lập. Sau cuộc bầu cử dân chủ đầu tiên ở Đông Đức, bà trở thành phụ tá phát ngôn của chính quyền lâm thời tiền thống nhất dưới quyền lãnh đạo của Lothar de Maizeiere. Trong cuộc tổng tuyển cử tổ chức vào tháng 12 năm 1990, sau khi đất nước thống nhất, Merkel đắc cử vào Bundestag (Quốc hội), từ một hạt bầu cử bao gồm hai quận Nordvorpommern và Rugen cùng thành phố Stralsund. Đảng của bà sáp nhập với Đảng CDU của Tây Đức và Merkel trở nên Bộ trưởng Phụ nữ và Thanh niên trong nội các của thủ tướng Helmut Kohl. Năm 1994, Merkel được bổ nhiệm vào chức vụ Bộ trưởng Môi trường và An toàn Lò Phản ứng Hạt nhân, vị trí này giúp bà trở nên một nhân vật được nhiều người biết đến và cung cấp một diễn đàn giúp bà xây dựng sự nghiệp chính trị. Là một trong những chính khách được Kohl ưu ái và là bộ trưởng nội các trẻ tuổi nhất, Kohl thường gọi Merkel là "das Madchen" ("cô gái").
Với khả năng nói tiếng Anh gần như hoàn hảo, khi nhận xét về xuất thân của mình là một "Ossi" (biệt danh chỉ các công dân Đông Đức), bà nói: "Bất cứ ai thực sự có một điều gì đó để bộc lộ thì không cần đến trang điểm". Không chỉ thông thạo Anh ngữ, Angela còn nói tiếng Nga lưu loát.
Năm 1977, bà kết hôn với Ulrich Merkel một nhà vật lý, và lấy họ Merkel của ông này làm họ của mình. Hai người li dị năm 1982. Từ năm 1998, bà kết hôn với một giáo sư hoá học ở Berlin tên Joachim Sauer. Bà không có con.

## Sự nghiệp khoa học
Merkel tiếp tục học tại Đại học Karl Marx, Leipzig, nơi bà học vật lý từ năm 1973 đến năm 1978. Khi còn là sinh viên, cô đã tham gia xây dựng lại tàn tích của Moritzbastei, một dự án mà sinh viên khởi xướng nhằm thành lập câu lạc bộ và cơ sở giải trí của riêng họ trong khuôn viên trường. Một sáng kiến như vậy là chưa từng có ở CHDC Đức vào thời kỳ đó, và ban đầu bị trường đại học phản đối. Với sự ủng hộ của lãnh đạo địa phương của đảng SED, dự án đã được phép tiến hành.
Gần cuối chương trình học, bà Merkel tìm kiếm chức vụ trợ lý giáo sư tại một trường kỹ thuật. Như một điều kiện để nhận được công việc, bà Merkel được cho biết rằng bà cần phải đồng ý báo cáo về các đồng nghiệp của mình với các quan chức của Stasi. Merkel từ chối với lý do bà không thể giữ bí mật đủ tốt để trở thành một điệp viên hiệu quả.
Merkel làm việc và học tập tại Viện Trung ương về Hóa lý thuộc Viện Hàn lâm Khoa học ở Berlin-Adlershof từ năm 1978 đến năm 1990. Lúc đầu, bà và chồng bà chiếm đất ở Mitte. Tại Học viện Khoa học, bà trở thành thành viên ban thư ký FDJ. Theo các đồng nghiệp cũ của bà, bà đã công khai tuyên truyền Chủ nghĩa Mác với tư cách là thư ký của Ban "Kích động và Tuyên truyền". Tuy nhiên, Merkel đã bác bỏ tuyên bố này và tuyên bố rằng bà là thư ký văn hóa, liên quan đến các hoạt động như lấy vé xem kịch và tổ chức các cuộc đàm phán cho các tác giả Liên Xô đến thăm. Bà tuyên bố: "Tôi chỉ có thể dựa vào trí nhớ của mình, nếu có điều gì đó khác biệt, tôi có thể sống chung với điều đó".

## Sự nghiệp chính trị ban đầu

### 1989–1990: Nhà nước Đức thống nhất

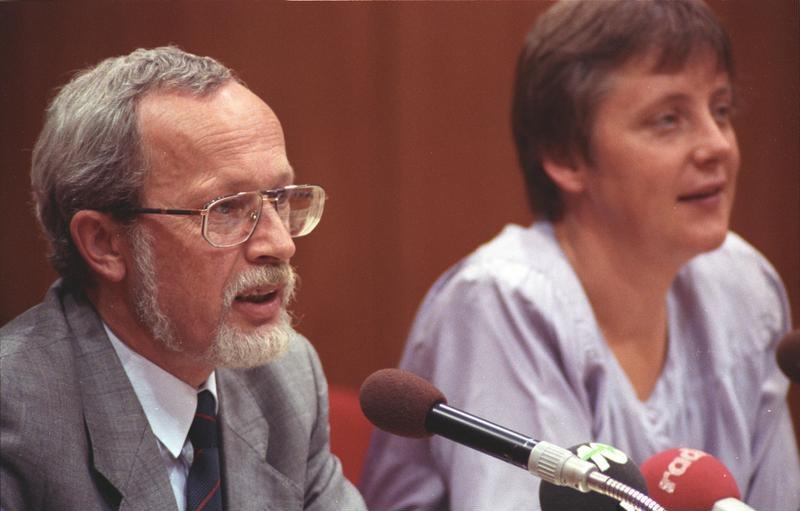
Lothar de Maizière và Merkel năm 1990

Sự sụp đổ của Bức tường Berlin vào tháng 11 năm 1989 là chất xúc tác cho sự nghiệp chính trị của Merkel. Mặc dù bà không tham gia vào các lễ kỷ niệm của đám đông vào đêm bức tường sụp đổ, một tháng sau, bà Merkel đã tham gia vào phong trào dân chủ đang phát triển, gia nhập đảng mới  Demokratischer Aufbruch (DA, hay trong tiếng Anh "Democratic Beginning ). Lãnh đạo Đảng Wolfgang Schnur đã bổ nhiệm bà làm phát ngôn viên báo chí của đảng vào tháng 2 năm 1990. Tuy nhiên, Schnur được tiết lộ là đã từng là "đồng nghiệp không chính thức" cho Stasi chỉ vài tuần trước cuộc bầu cử đa đảng đầu tiên (và duy nhất) vào năm 1990 và sau đó bị khai trừ khỏi đảng . Kết quả là DA mất phần lớn sự ủng hộ của cử tri, chỉ giành được bốn ghế trong Volkskammer. Tuy nhiên, vì DA là thành viên của Liên minh vì nước Đức, đảng đã giành chiến thắng vang dội trong cuộc bầu cử nên DA đã được đưa vào liên minh chính phủ. Merkel được bổ nhiệm làm phó phát ngôn viên của chính phủ tiền thống nhất cuối cùng này dưới thời Lothar de Maizière.
De Maizière rất ấn tượng với cách Merkel xử lý các nhà báo đang điều tra vai trò của Schnur trong Stasi. Vào tháng 4 năm 1990, DA sáp nhập với Liên minh Dân chủ Thiên chúa giáo Đông Đức, liên minh này lần lượt sáp nhập với đối tác phương Tây sau khi thống nhất.

### 1990–1994: Bộ trưởng Phụ nữ và Thanh niên

#### Cuộc bầu cử
Trong Bầu cử liên bang Đức năm 1990, cuộc bầu cử đầu tiên được tổ chức sau khi thống nhất đất nước, Merkel đã ứng cử thành công vào Bundestag tại khu vực bầu cử quốc hội Stralsund – Nordvorpommern – Rügen ở phía Bắc Mecklenburg-Vorpommern. Bà đã nhận được sự ủng hộ quan trọng của bộ trưởng CDU có ảnh hưởng và chủ tịch đảng nhà nước Günther Krause. Bà đã được bầu lại từ khu vực bầu cử này (được đổi tên, với đường viền được điều chỉnh một chút, Vorpommern-Rügen – Vorpommern-Greifswald I vào năm 2003) trong mọi cuộc bầu cử cho đến khi CDU mất quyền kiểm soát direct mandate từ khu vực bầu cử trong Bầu cử liên bang năm 2017. Gần như ngay lập tức sau khi vào quốc hội, Merkel được Thủ tướng Helmut Kohl bổ nhiệm làm Bộ trưởng Phụ nữ và Thanh niên trong nội các liên bang.
Vào tháng 11 năm 1991, Merkel, với sự hỗ trợ của CDU liên bang, đã tranh cử chức lãnh đạo bang của CDU ở bang Brandenburg, giáp ranh với Berlin. Bà đã thua Ulf Fink. Vào tháng 6 năm 1993, Merkel được bầu làm lãnh đạo CDU ở Mecklenburg-Vorpommern, kế nhiệm người cố vấn cũ của bà Günther Krause.

#### Chính sách
Mặc dù Merkel không mấy quan tâm đến quan điểm chính trị như vậy nhưng nó được coi là công cụ giúp bà xây dựng hình ảnh chính trị thời kỳ đầu. Trong nhiệm kỳ của bà, chính phủ đã hệ thống hóa quyền giáo dục mầm non, mặc dù luật này chỉ có hiệu lực vào năm 1996. Vào tháng 6 năm 1992, § 218 của StGB, quy định về quyền phá thai, đã được viết lại để cho phép phá thai cho đến tuần thứ 12 của thai kỳ. Mặc dù cá nhân bà phản đối việc phá thai vào thời điểm đó, bà Merkel đã bỏ phiếu trắng trong cuộc bỏ phiếu về dự luật. The law was later overturned by the Federal Constitutional Court on the basis that there must be a general prohibition of abortion.

### 1994–1998: Bộ trưởng Môi trường

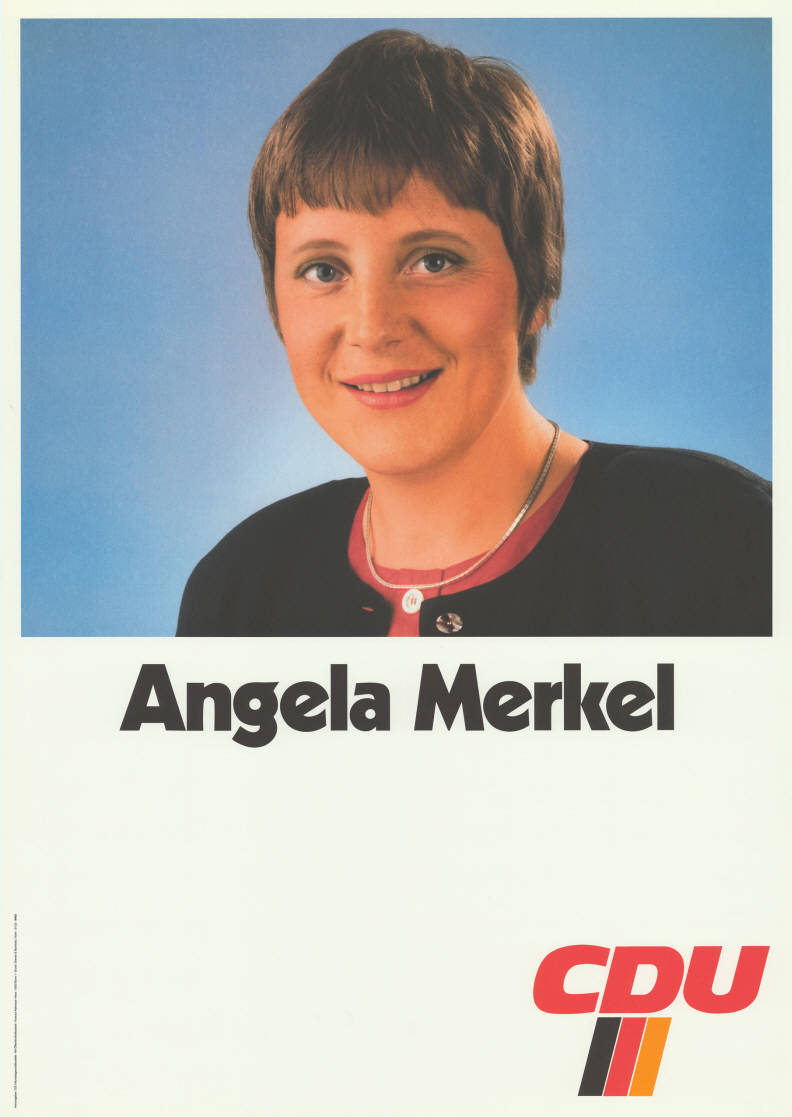
Merkel trong áp phích chiến dịch CDU, 1995

Năm 1994, bà được thăng chức lên vị trí Bộ trưởng Môi trường và An toàn Hạt nhân, điều này mang lại cho bà tầm nhìn chính trị lớn hơn và nền tảng để xây dựng sự nghiệp chính trị cá nhân của mình . Là một trong những người được Kohl bảo trợ và là Bộ trưởng Nội các trẻ nhất của ông, bà thường xuyên được Kohl gọi là "cô gái của tôi"(mein Mädchen). Trong thời gian này, bà được Kohl hướng dẫn chặt chẽ.
Với tư cách là Bộ trưởng Bộ Môi trường, Merkel là người có công trong việc thành lập Hội nghị về Biến đổi Khí hậu Berlin năm 1995 của Liên hợp quốc. Bà thường được ghi nhận là người đã mang lại kết quả đáng chú ý nhất, cam kết quốc tế đầu tiên về việc giảm lượng khí thải nhà kính. Around this time, she also first hired Beate Baumann, who would remain a close advisor to Merkel. Thành tích của Merkel trên cương vị Bộ trưởng Bộ Môi trường đã bị Gerhard Schröder chỉ trích là "đáng thương".

## Lãnh tụ phe Đối lập

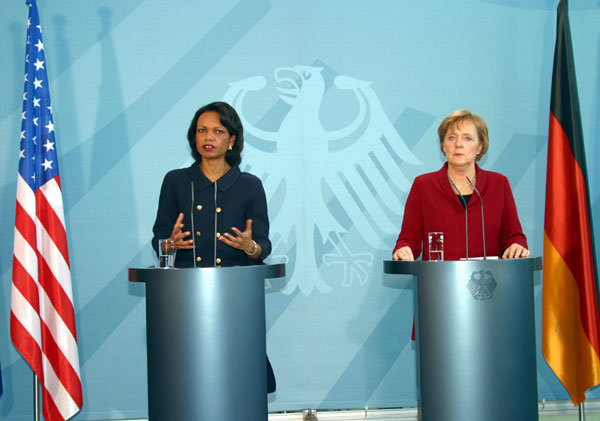
Angela Merkel với Ngoại trưởng Hoa Kỳ Condoleezza Rice tại Berlin, 6 tháng 12 năm 2005

Khi chính phủ Kohl thất bại trong cuộc tổng tuyển cử năm 1998, Merkel được bổ nhiệm làm Tổng Thư ký Đảng CDU. Trong cương vị này, chỉ trong năm 1999 Merkel điều hành dẫn đến một chuỗi thắng lợi cho Đảng của bà tại sáu trong bảy cuộc bầu cử cấp bang, phá vỡ thế đa số của liên minh SPD-Đảng Xanh tại Bundesrat (Hội đồng Liên bang), thiết chế lập pháp đại diện cho các bang. Sau vụ bê bối tài chính bên trong Đảng liên quan đến nhiều nhân vật lãnh đạo Đảng CDU (kể cả Kohl và chủ tịch Đảng Wolfgang Schauble, người được chọn để kế nhiệm Kohl), Merkel chỉ trích người đỡ đầu trước đây của bà và xúc tiến một khởi đầu mới cho Đảng mà không có Kohl. Ngày 10 tháng 4 năm 2000, bà được bầu chọn để thay thế vị trí của Shaube, trở nên người phụ nữ đầu tiên giữ ghế chủ tịch Đảng, gây kinh ngạc cho nhiều nhà quan sát khi cá tính của bà đối nghịch với Đảng đã chọn bà vào vị trí lãnh đạo; Merkel là một phụ nữ và là tín hữu Kháng Cách, xuất thân từ miền đông nước Đức đa số chấp nhận đức tin Kháng Cách, trong khi CDU vẫn có tập quán lãnh đạo bởi nam giới, bảo thủ và chịu ảnh hưởng sâu đậm truyền thống Công giáo, với hậu thuẫn vững chắc ở miền tây và nam nước Đức. Tháng 10 năm 2001, mặc dù những cam kết làm trong sạch Đảng, Merkel từ chối đào sâu vào vụ tai tiếng về tài chính.
Sau khi trở nên lãnh tụ Đảng, Merkel nhận được sự ủng hộ đáng kể từ người dân Đức để trở nên nhân vật thách thức Thủ tướng Gerhard Schroder trong cuộc bầu cử năm 2002. Tuy vậy, bà không được ưa thích ngay bên trong Đảng, đặc biệt trong Đảng anh em, Liên minh Cơ Đốc Xã hội Bavaria – CSU, sau đó bị loại bởi lãnh đạo CSU, Edmund Stoiber, người trở nên đối thủ của Schroder nhưng lại không biết tận dụng vị trí dẫn đầu trong các cuộc thăm dò dư luận để thua cuộc trong gang tấc. Sau thất bại của Stoiber trong năm 2002, bên cạnh vai trò chủ tịch Đảng, Merkel nhận lãnh trách nhiệm lãnh đạo phe bảo thủ đối lập ở hạ viện tại Quốc hội Đức, Bundestag. Đối thủ của bà, Friedrich Merz, giữ vị trí này ở quốc hội trước cuộc bầu cử năm 2002, rút lui để nhường đường cho Merkel.

### Diễn đàn chính trị
Merkel ủng hộ nghị trình cải cách liên quan đến hệ thống xã hội và kinh tế nước Đức, bà được xem là thiên về thị trường tự do; bà vận động sửa đổi luật lao động, dỡ bỏ những rào cản trong quy trình sa thải nhân viên và gia tăng số giờ làm việc trong tuần, bà cho rằng luật lệ hiện hành làm suy giảm tính cạnh tranh bởi vì các công ty không thể kiểm soát giá thuê mướn nhân công khi công việc kinh doanh đình trệ.
Merkel cho rằng chương trình cắt giảm năng lượng hạt nhân của nước Đức nên theo một lộ trình chậm hơn so với kế hoạch của chính phủ Schroder.
Merkel ủng hộ mối quan hệ mật thiết giữa Đức và Hoa Kỳ. Mùa xuân năm 2003, ngược lại lập trường chống đối quyết liệt của công luận, Merkel tỏ ý đồng tình với cuộc xâm lăng Iraq của Hoa Kỳ, miêu tả nó là "không thể tránh khỏi" và kết án Gerhard Schroder là có khuynh hướng chống Mỹ. Động thái này khiến bà bị những người chỉ trích gọi là kẻ xu nịnh nước Mỹ. Bà phê phán lập trường của chính phủ ủng hộ Thổ Nhĩ Kỳ gia nhập Liên minh châu Âu, thay vào đó bà ủng hộ quy chế "đối tác đặc quyền" cho quốc gia này. Do đó, bà được xem là có quan điểm phù hợp với tuyệt đại đa số người dân Đức, xuất phát từ nỗi lo làn sóng nhập cư có thể trở nên gánh nặng quá sức cho nước Đức, cùng với sự hiện diện của quá nhiều ảnh hưởng Hồi giáo bên trong Liên minh châu Âu.
Trả lời tờ Süddeutsche Zeitung khi được hỏi bà có từng cân nhắc xây dựng quan hệ tin cậy với ông Putin khi nhậm chức vào năm 2005 hay không, bà Merkel cho biết: "Đối với tôi, ngay cả khi ông ấy phát biểu tại Quốc hội năm 2001, tôi luôn thấy rõ rằng giữa chúng tôi có những khác biệt đáng kể. Đối với Tổng thống Nga, sự sụp đổ của Liên Xô là một sự kiện bi thảm, ngược lại, chúng tôi cảm thấy niềm vui khi Chiến tranh Lạnh kết thúc, niềm vui của sự thống nhất nước Đức và châu Âu".

### So sánh
Là một nữ chính khách đến từ một Đảng trung hữu, và là một khoa học gia, Merkel thường được so sánh bởi các nhà báo Đức cũng như Anh, với cựu Thủ tướng Anh Margaret Thatcher. Nhiều người thích gọi bà với biệt danh "Iron Lady" hay "Iron Girl"; song ngoại trừ biệt danh, các nhà bình luận chính trị nhận thấy ít có sự tương đồng giữa các nghị trình chính sự của hai nữ chính khách này.

## Ứng cử Thủ tướng
Ngày 30 tháng 5 năm 2005, Merkel giành được sự đề cử của liên minh CDU/CSU để trở nên đối thủ của Thủ tướng Gerhard Schroder của Đảng SPD trong cuộc tổng tuyển cử năm 2005. Đảng của bà bắt đầu chiến dịch vận động tranh cử, dẫn trước với tỷ lệ 21% theo các cuộc thăm dò dư luận, mặc dù uy tín cá nhân của Merkel thấp hơn của thủ tướng đương nhiệm. Đã vậy, Merkel làm cho tình hình trở nên tồi tệ hơn khi hai lần lẫn lộn giữa lợi tức gộp và lợi tức ròng (gross income và net income) khi bà đem khả năng cạnh tranh của nền kinh tế làm trọng điểm cho lập trường của CDU trong một cuộc tranh luận trên truyền hình. Tuy vậy, bà giành lại lợi thế khi tuyên bố sẽ bổ nhiệm Paul Kirchhof, cựu thẩm phán tại Tòa án Hiến pháp Liên bang Đức và là một chuyên gia về chính sách tài chính, vào chức vụ bộ trưởng tài chính.
Kết quả cuộc bầu cử toàn quốc ngày 18 tháng 9 năm 2005 là bất phân thắng bại cho liên minh CDU/CSU của Merkel và Đảng SPD của Schroder, với CDU/CSU dành 35,2% phiếu bầu (CDU 27,8% và CSU 7,4%) trong khi SPD chiếm 34,2%. Cả liên minh SPD-Đảng Xanh và liên minh CDU/CSU với Đảng Dân chủ Tự do đều không có đủ số ghế cần thiết để chiếm thế đa số tại Bundestag, nên Schroder và Merkel đều không thể tuyên bố chiến thắng. Một đại liên minh giữa CDU/CSU và SPD gặp trở ngại là cả hai đều muốn nắm giữ cho mình chức thủ tướng. Tuy nhiên, sau ba tuần lễ thương thảo, hai Đảng đi đến thoả thuận theo đó Merkel sẽ là thủ tướng trong khi SPD nắm giữ 8 trong số 16 vị trí trong nội các. Thoả hiệp này được chuẩn thuận bởi hai Đảng vào ngày 14 tháng 11. Merkel được bầu vào chức vụ thủ tướng bởi đa số phiếu của đại biểu (397-217) trong kỳ họp của Bundestag ngày 22 tháng 11, song có đến 51 thành viên của liên minh cầm quyền bỏ phiếu trắng hoặc phiếu chống.
Những bản tường trình chỉ ra rằng chính phủ liên hiệp sẽ theo đuổi chính sách hỗn hợp, có một số khía cạnh mâu thuẫn với lập trường chính trị của Merkel trong cương vị lãnh đạo phe đối lập và ứng cử viên thủ tướng, với chủ trương cắt giảm chi tiêu công trong khi tăng thuế giá trị gia tăng (VAT), tiền bảo hiểm xã hội và nâng mức trần của thuế lợi tức. Luật bảo vệ nhân dụng không còn có giá trị cho nhân viên trong hai năm đầu làm việc, lương hưu sẽ bị đóng băng và các khoản trợ cấp dành cho người mua nhà lần đầu sẽ bị cắt giảm. Về đối ngoại, nước Đức sẽ duy trì mối quan hệ chặt chẽ với Pháp và các quốc gia Đông Âu, nhất là Nga, sẽ tiếp tục ủng hộ Thổ Nhĩ Kỳ gia nhập Liên minh châu Âu (EU). Tuy nhiên, không chắc là Đức sẽ vận động dỡ bỏ lệnh cấm vận của EU bán vũ khí cho Trung Quốc khi nhiều lần Merkel đã bày tỏ sự chống đối về điều này.
Merkel cho biết mục tiêu chính của chính phủ là giảm tỷ lệ thất nghiệp, và chính phủ nên được đánh giá qua sự thành bại trong nỗ lực này.

## Thủ tướng (2005-2021)

### 2005–2009: Liên minh CDU-SPD đầu tiên

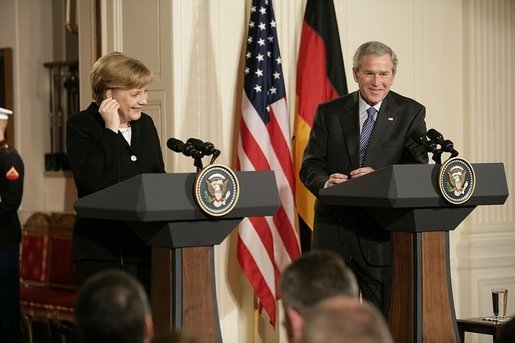
Angela Merkel với Tổng thống Hoa Kỳ George W. Bush tại Nhà Trắng, 13 tháng 1 năm 2006

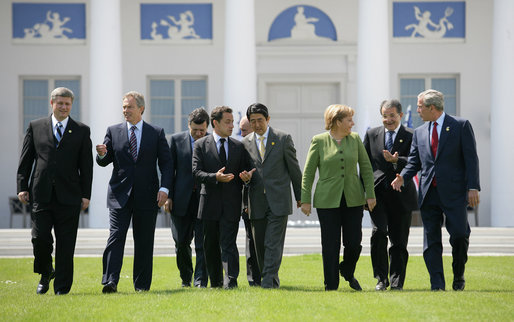
Merkel và những nhà lãnh đạo tại hội nghị thượng đỉnh G8 năm 2007 tại khu nghỉ mát Heiligendamm bên bờ biển Mecklenburg

Chuyến công du nước ngoài đầu tiên của Merkel sau khi tuyên thệ nhậm chức là chuyến viếng thăm Paris để hội kiến với Tổng thống Pháp Jacques Chirac. Trong bài diễn văn của mình, Chirac nhấn mạnh đến tầm quan trọng của mối quan hệ đối tác Pháp-Đức đối với Âu châu. Sau đó, Merkel đến Bỉ để gặp gỡ các nhà lãnh đạo EU và Tổng thư ký NATO, Jaap de Hoop Scheffer, rồi đến Luân Đôn hội kiến với Thủ tướng Anh Tony Blair. Ngày 28 tháng 11 bà tiếp kiến quốc khách đầu tiên, Tổng thống Pohamba của Namibia, một cựu thuộc địa của Đức ở Phi châu. Ngày 30 tháng 11 năm 2005, trong bài diễn văn chính phủ đầu tiên, Merkel công bố mục tiêu cải thiện nền kinh tế Đức và hạ thấp tỷ lệ thất nghiệp. Ngày 13 tháng 1 năm 2006, bà đến Hoa Kỳ trong chuyến viếng thăm đầu tiên trong cương vị thủ tướng.
Đầu năm 2006, các cuộc thăm dò dư luận cho thấy Angela Merkel, sau 100 ngày cầm quyền, giành được sự ủng hộ cao nhất trong vòng các thủ tướng lãnh đạo nước Đức kể từ năm 1949. Nhiều nhà phê bình kinh tế thường nhắc đến thuật ngữ "nhân tố Merkel" như là nguyên nhân của sự gia tăng nhanh chóng trong mức độ tín nhiệm của người tiêu dùng và mức chi tiêu trong thị trường.

Sau hai năm liên tiếp (2006 và 2007) giữ vị trí quán quân trong danh sách 100 phụ nữ quyền lực nhất thế giới, tháng 8 năm 2008, Angela Merkel lại tiếp tục là nhân vật số một theo bình chọn của Tạp chí Forbes kèm theo nhận xét, 

Với GDP 3, 3 ngàn tỷ USD, Đức là nền kinh tế lớn nhất châu Âu. Nỗ lực cải tổ của Merkel đã giúp phục hồi kinh tế và làm giảm tỷ lệ thất nghiệp (dù niềm tin của người tiêu dùng ở mức thấp nhất trong vòng 5 năm). Bà nâng cao tuổi về hưu, bổ nhiệm thêm phụ nữ vào các vị trí quan trọng trong chính quyền, tăng phụ cấp cho người chịu sinh thêm con. Có quan điểm cứng rắn trong các cuộc tranh luận, bà tiếp kiến Dalai Lama, trừng trị Mugabe, và muốn đồng euro thủ giữ vai trò quan trọng hơn trong thị trường tài chính trong lúc đồng đô-la đang suy yếu. Bà cũng cố biến nước Đức thành một quốc gia thân thiện hơn với môi trường bằng các biện pháp cắt giảm khí đốt nhà kính. Người dân Âu châu đã bỏ phiếu chọn bà là chính trị gia có nhiều ảnh hưởng nhất. – Tatiana Serafin.

### Lập chính phủ
Ngày 28 tháng 9 năm 2009, Merkel hứa sẽ sớm thành lập tân chính phủ có khuynh hướng trung-hữu chỉ trong vài tuần tới, nói rằng việc cắt giảm thuế có thể xảy ra năm 2011 và bác bỏ đòi hỏi phải giảm chi vì cho rằng sẽ gây nguy hại cho việc phục hồi kinh tế. Cử tri Ðức ngày 27 tháng 9 đã chấm dứt liên minh tả khuynh-hữu khuynh nhiều bế tắc của Merkel và cho bà thế đa số thoải mái trong phía trung-hữu-nhờ vào chiến thắng của đồng minh mới là Đảng Dân chủ Tự do với khuynh hướng thân giới doanh nghiệp. "Ðức sẽ phải sớm có một chính phủ mới," Merkel nói, nói rằng quốc gia này chỉ mới thoát ra cuộc khủng hoảng kinh tế trầm trọng. Sau đó bà có cuộc họp với lãnh đạo Đảng Dân chủ Tự do là Guido Westernwelle. Nước Ðức kỷ niệm 20 năm bức tường Berlin sụp đổ ngày 9 tháng 11/2009, và Merkel muốn chào đón các nhà lãnh đạo thế giới ngày 9 tháng 11 với thành phần chính phủ mới.
Kết quả cuộc bầu cử ngày 27/9, 2009 đưa quốc gia với nền kinh tế lớn nhất châu Âu về hướng thiên hữu, nhưng với người lãnh đạo là bà Merkel có tính thận trọng và luôn tìm sự thỏa thuận với mọi phe nhóm. Hiện không có chỉ dấu nào cho thấy sẽ có sự thay đổi lớn lao trong chính sách. Một trong những điểm căn bản trong lập trường tranh cử của Merkel là lời hứa hẹn đưa ra việc giảm thuế cho giới trung lưu. Ðảng Dân chủ Tự do muốn có sự thay đổi sâu rộng trong hệ thống thuế khóa, cắt thuế lợi tức cho cả thành phần giàu và nghèo. Merkel nói việc cắt giảm thuế có thể được thi hành vào năm 2011 hay 2012, nhưng không cho biết chi tiết rõ ràng vào lúc này.

### 2009–2013: Liên minh CDU-FDP

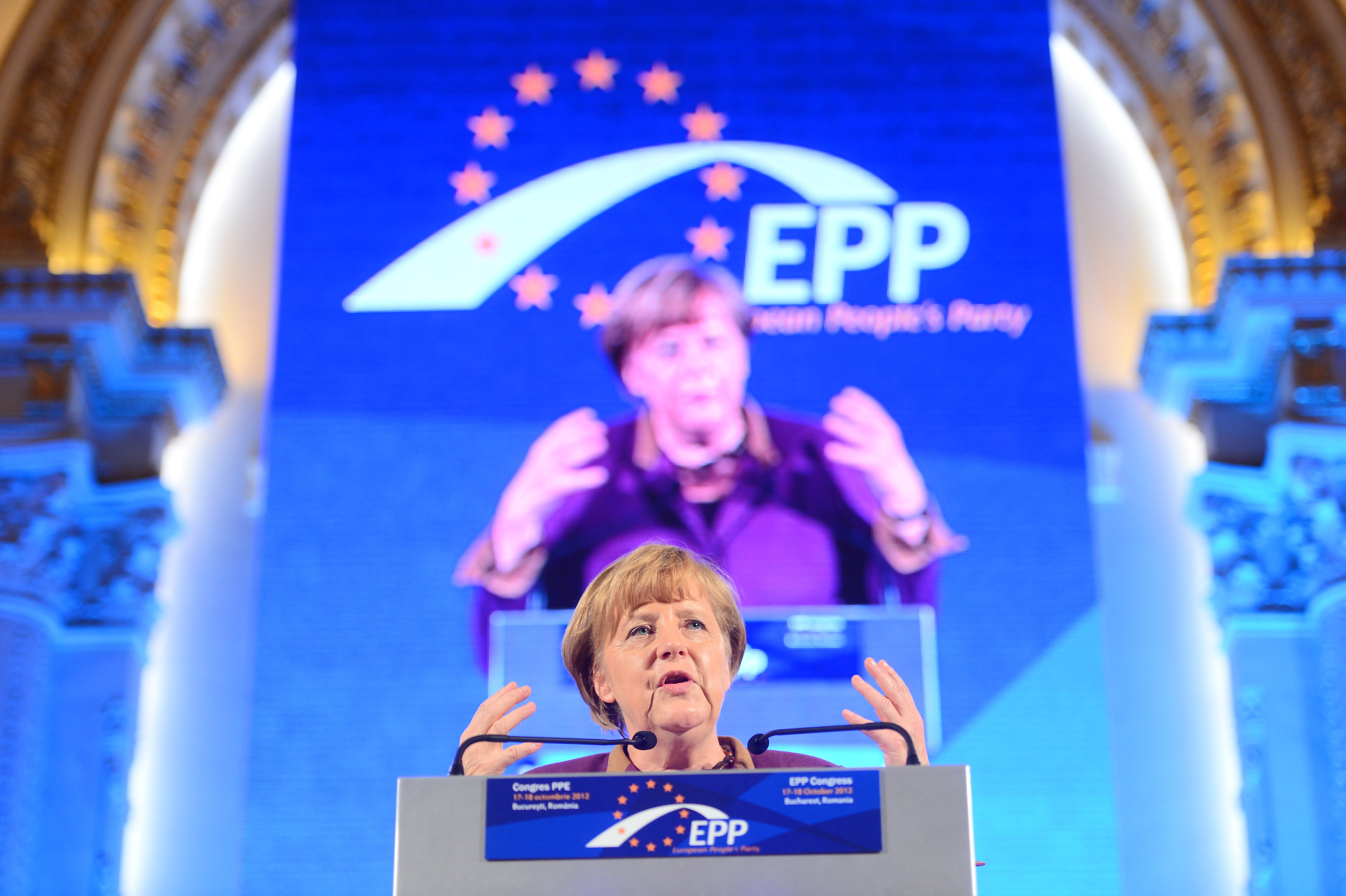
Angela Merkel tại Đại hội Đảng Nhân dân Châu Âu năm 2012

CDU của Merkel đã được tái đắc cử năm 2009 với số ghế tăng lên và có thể thành lập một liên minh cầm quyền với FDP. Sau các cuộc đàm phán ngắn, nội các Merkel thứ hai đã tuyên thệ nhậm chức vào ngày 28 tháng 10 năm 2009. Đầu năm 2011, tỷ lệ tán thành của Merkel giảm mạnh, dẫn đến thất bại nặng nề trong các cuộc bầu cử cấp bang cho đảng của bà. Một cuộc thăm dò vào tháng 8 năm 2011 cho thấy liên minh của bà chỉ nhận được 36% sự ủng hộ so với 51% của liên minh tiềm năng đối thủ. Bất chấp những ảnh hưởng liên tục của cuộc khủng hoảng tài chính 2008–2009, tỷ lệ thất nghiệp đã giảm xuống dưới mốc 3 triệu người thất nghiệp vào năm 2011.

#### Bãi bỏ chế độ tòng quân
Sau cuộc tranh luận gia tăng về chủ đề này vào mùa hè năm 2010, chính phủ Đức công bố kế hoạch bãi bỏ sự bắt buộc ở Đức, biến Bundeswehr trở thành quân đội tình nguyện, vào tháng 11 năm 2010. Quyết định được hoàn tất vào tháng 12 năm đó, và lệnh nhập ngũ đã bị đình chỉ vào ngày 1 tháng 7 năm 2011. Mặc dù khá phổ biến vào thời điểm đó, nhưng quyết định này sau đó đã bị xem xét kỹ lưỡng, đặc biệt là sau cuộc tấn công của Nga vào Ukraine. Nó cũng bị chỉ trích cùng với các cam kết tài chính của Đức đối với NATO. Năm 2023, 61% người Đức nói rằng họ ủng hộ việc tái lập chế độ tòng quân.

### 2013–2017: Đại liên minh CDU-SPD thứ hai

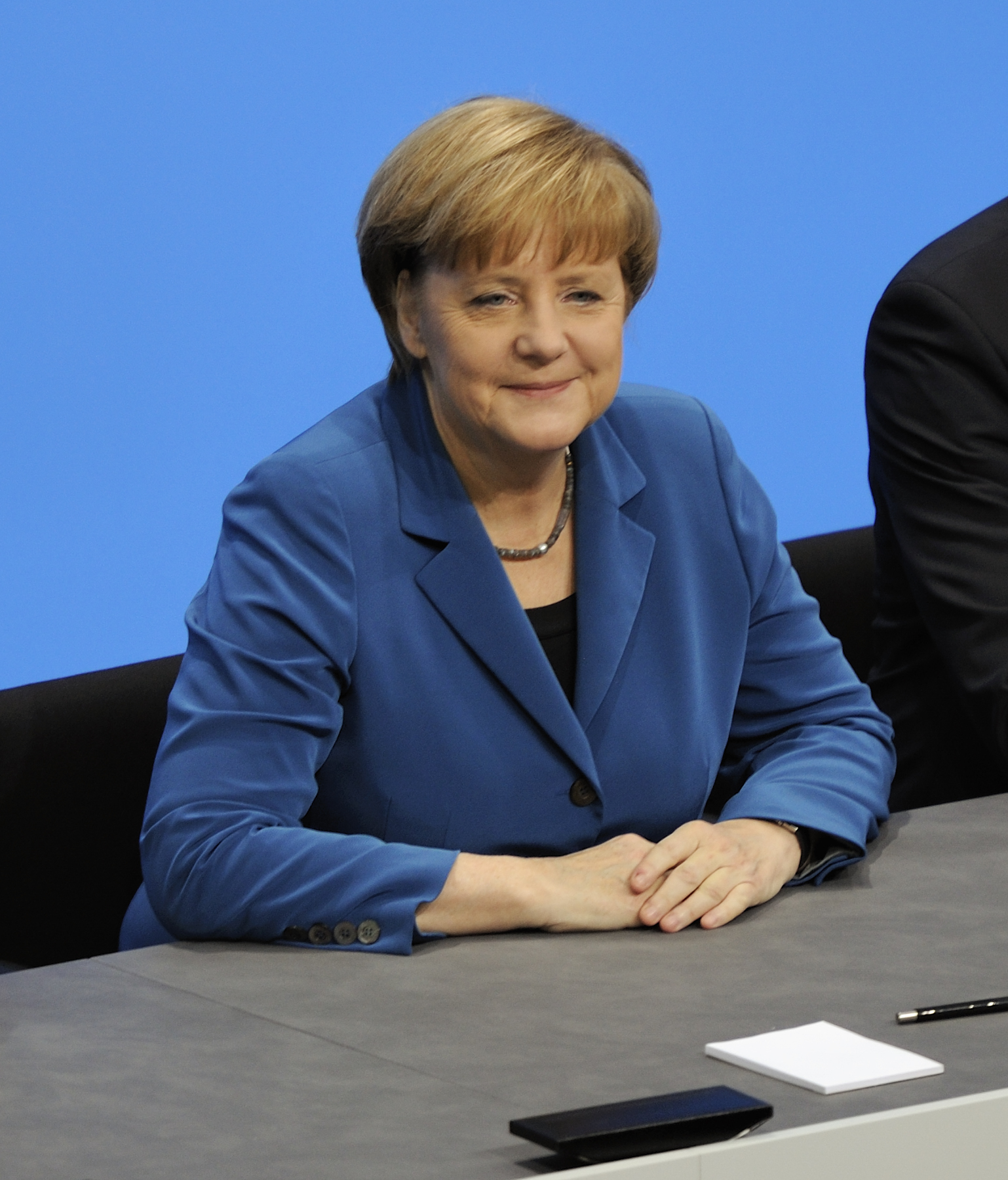
Merkel tại lễ ký kết thỏa thuận liên minh cho kỳ bầu cử Hạ viện lần thứ 18, tháng 12 năm 2013

Trong cuộc bầu cử vào tháng 9 năm 2013, Merkel đã giành được một trong những chiến thắng quyết định nhất trong lịch sử nước Đức, đạt được kết quả tốt nhất cho CDU/CSU kể từ khi thống nhất và giành được 5 ghế trong số đa số tuyệt đối đầu tiên ở Đức. Bundestag từ năm 1957. Tuy nhiên, đối tác liên minh ưa thích của họ, FDP, đã không thể vào quốc hội lần đầu tiên kể từ năm 1949, với tỷ lệ dưới mức tối thiểu 5% số phiếu thứ hai cần thiết để vào quốc hội.
Liên minh CDU/CSU đã nhờ đến SPD để thành lập đại liên minh thứ ba trong lịch sử nước Đức thời hậu chiến và là liên minh thứ hai dưới sự lãnh đạo của Merkel. Nội các thứ ba của Angela Merkel đã tuyên thệ nhậm chức vào ngày 17 tháng 12 năm 2013.

## Tác phẩm
- Merkel, Angela (1982). "Berechnung von Hochdruck-Geschwindigkeitskonstanten für Zerfalls- und Rekombinationsreaktionen einfacher Kohlenwasserstoffmoleküle und -radikale (Calculation of High Pressure Velocity Constants for Reactions of Decay and Recombinations of simple Hydrocarbon Molecules and Radicals)". Zeitschrift für Physikalische Chemie. Quyển 263 số 3. Ilka Böger, Hans Joachim Spangenberg, Lutz Zülicke. tr. 449–460.
- Merkel, Angela (1985). "Berechnung von Geschwindigkeitskonstanten für den C-H-Bindungsbruch im Methylradikal (Calculation of Velocity Constants for the Break of the Carbon-Hydrogen-Bond in the Methyl Radical)". Zeitschrift für Physikalische Chemie. Quyển 266 số 2. Lutz Zülicke. tr. 353–361.
- Merkel, Angela (1987). "Nonempirical parameter estimate for the statistical adiabatic theory of unimolecular fragmentation carbon-hydrogen bond breaking in methyl". Molecular Physics. Quyển 60 số 6. Lutz Zülicke. tr. 1379–1393.
- Merkel, Angela (1988). "Evaluation of the rate constant for the SN2 reaction fluoromethane + hydride: methane + fluoride in the gas phase". Journal of American Chemical Society. Quyển 110 số 25. Zdenek Havlas, Rudolf Zahradník. tr. 8355–8359.
- Merkel, Angela (1998). "The role of science in sustainable development". Science. Quyển 281 số 5375. tr. 336–337.